# Готичний міст на Млинувці (Клодзько)
Готичний міст на Млинувці (нім. Brücktorbrücke, нім. Steinerne Brücke, чеськ. Kamenný most, Malý Karlův most) — історичний кам'яний міст через канал Млинувка, в Клодзько, Нижньосілезькому воєводстві, Польща. Міст має риси готичної споруди та з'єднує клодзьке передмістя Острів П'ясек i стару частину міста Клодзько — Замкову гору з середньовічною ринковою площею Болеслава Хороброго та клодзькою фортецею. Історично міст був частиною одного з головних транспортних шляхів у цій частині міста. Рух транспорту по мосту закрито. Під мостом зі сходу знаходиться площа Міст-партнерів Клодзька.

## Історія
Точна дата завершення будівництва кам'яного мосту невідома, його походження датується другою половиною XIV століття. Міст збудовано на розчині яєчного білка, гашеного вапна i піску. Ймовірно, що на його місці раніше стояв дерев'яний міст, який використовувався для переходу від охоронних міських мурів до зовнішньої частини міста, і між 1376 і 1390 роками був замінений кам'яним. У минулому по краях мосту розташовувались верхня і нижня брами. Верхня брама мосту була збудована в кінці XIII століття. Пізніше вона кілька разів перебудовувалася, на завершальному етапі з триповерхової оборонної споруди з вальмовим дахом перетворилася на житлову кам'яницю. Готичний міст перебудовували у XVII i XVIII століттях, додали балюстраду, цегляну надбудову опор. Інший кінець мосту закривала нижня брама, зведена до 1469 року. Обидві брами були знесені між 1903 і 1904 роками . На початку XX століття на мосту встановили стильні ліхтарі. 2007 року було викладено нову гранітну бруківку. Останній капітальний ремонт відбувся у 2009 році..

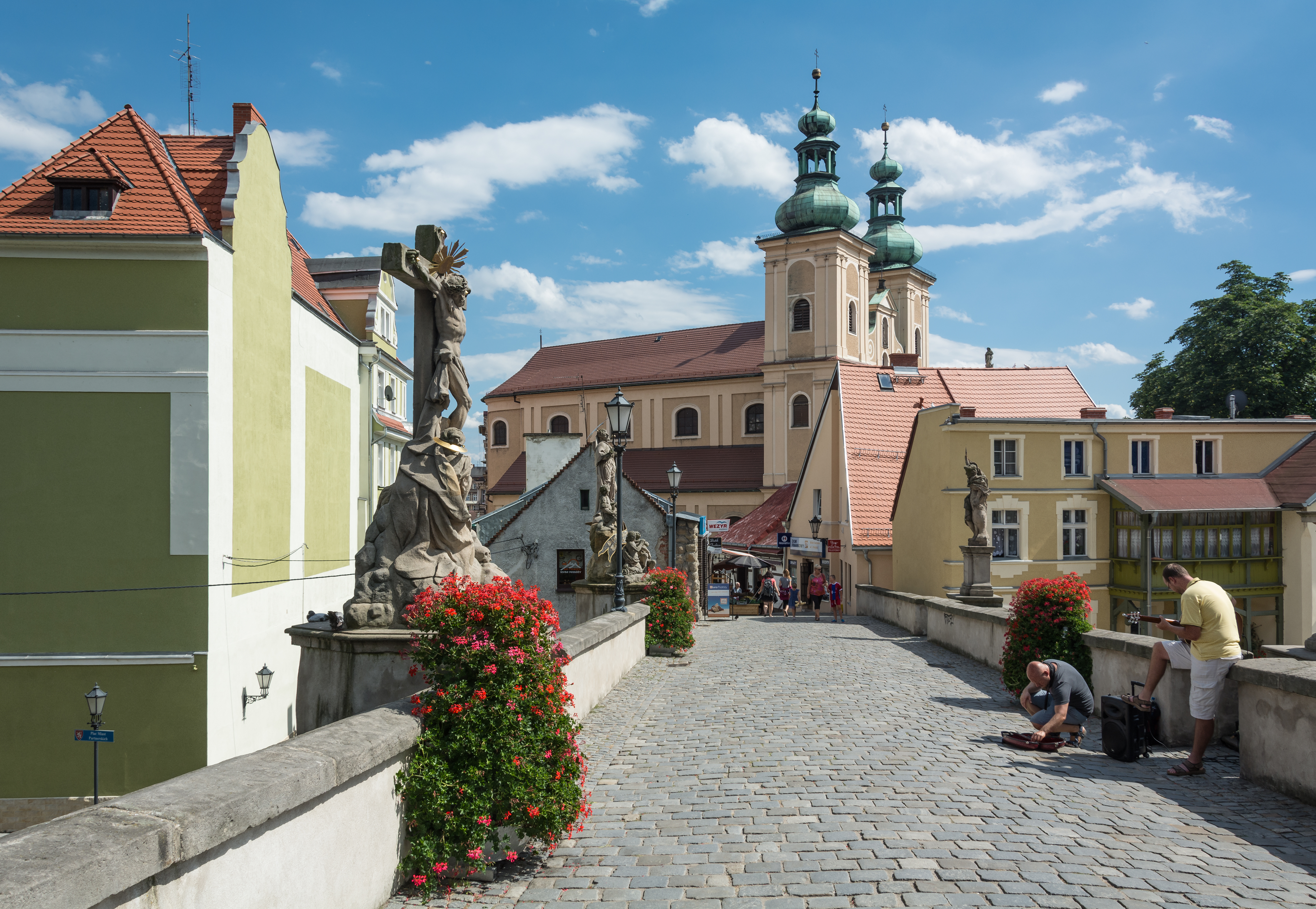
Вид з мосту на Костьол Матері Божої Розарієвої

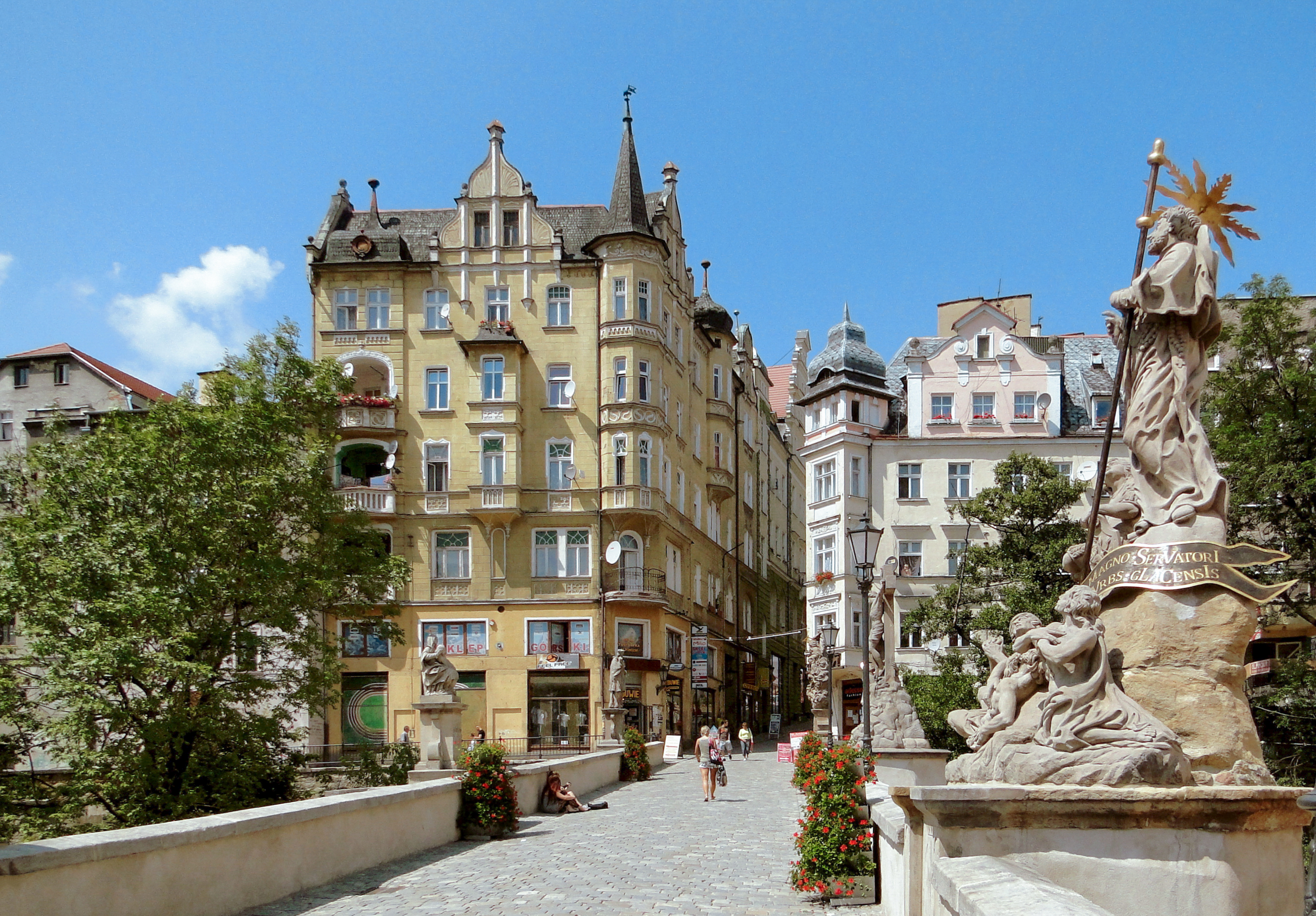
Вид з мосту на Старе Місто

За рішенням воєводського управління охорони пам'яток 25 листопада 1949 міст внесено до Реєстру історичних пам'яток. 2014 року Готичний міст отримав відзнаку в категорії A «Збереження історичних цінностей окремого об'єкта» в конкурсі «Доглянутий монумент 2014» за проведені консерваційні роботи.

## Архітектура
Міст є чотирипрогоновою аркову конструкцію з пісковика тесаного клинами, довжиною 52,20 метрів і шириною близько 4 метрів, обмежену масивними кам'яними балюстрадами, багато прикрашеними скульптурами святих і розп'яттями. Спирається на два абатмента і три опори. Дві крайні вужчі арки мають стрілчасту форму. Середня опора найцікавіша. Над цоколем вона має шість ребер, на них спирається плаский поміст у формі неповної зірки, спеціально підготовлений для спорудження каплиць, які зрештою не збудували. У нижніх частинах опор знаходяться кригорізи, а у верхній еркери.

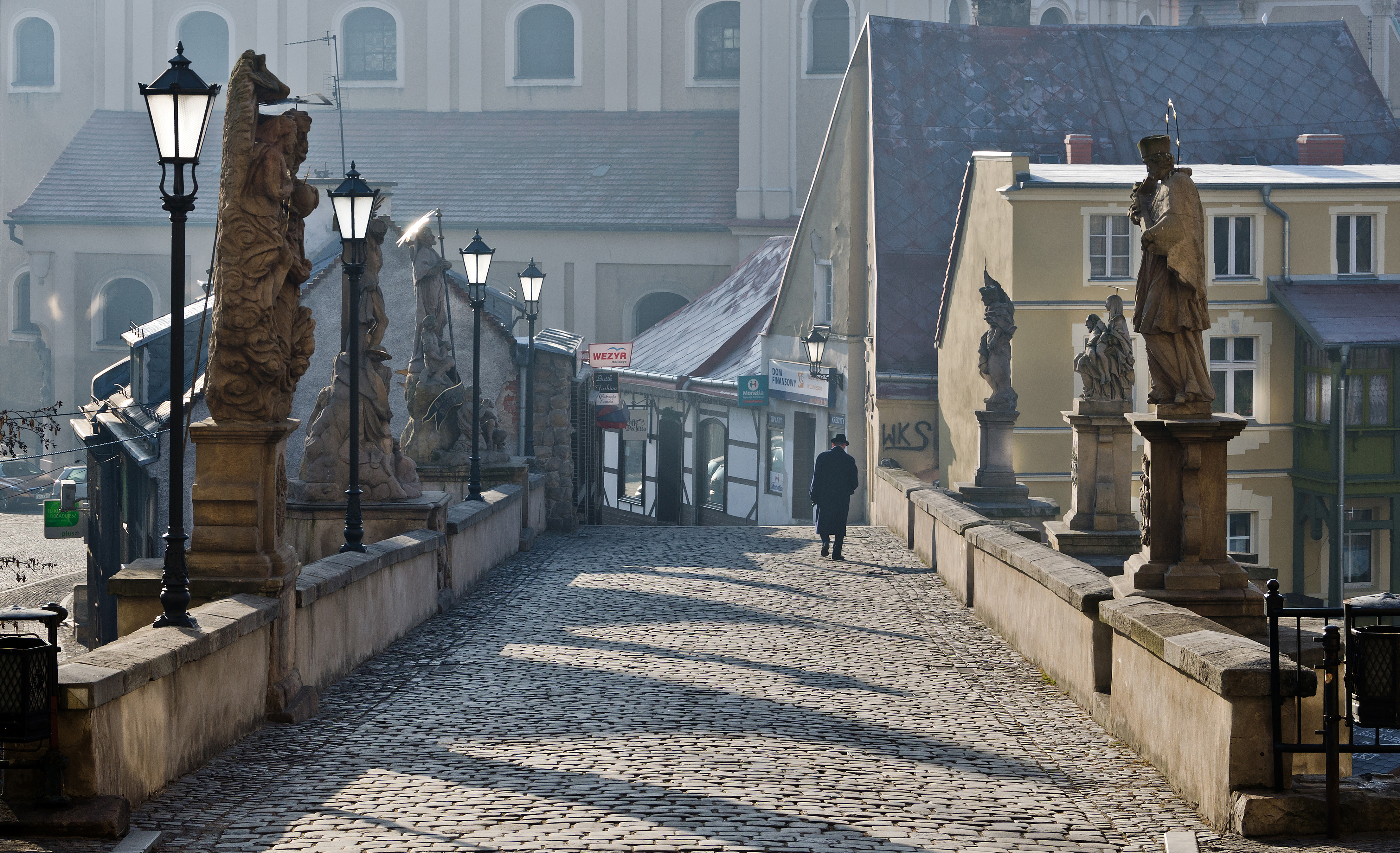
Шлях мостом до Острова П'ясек

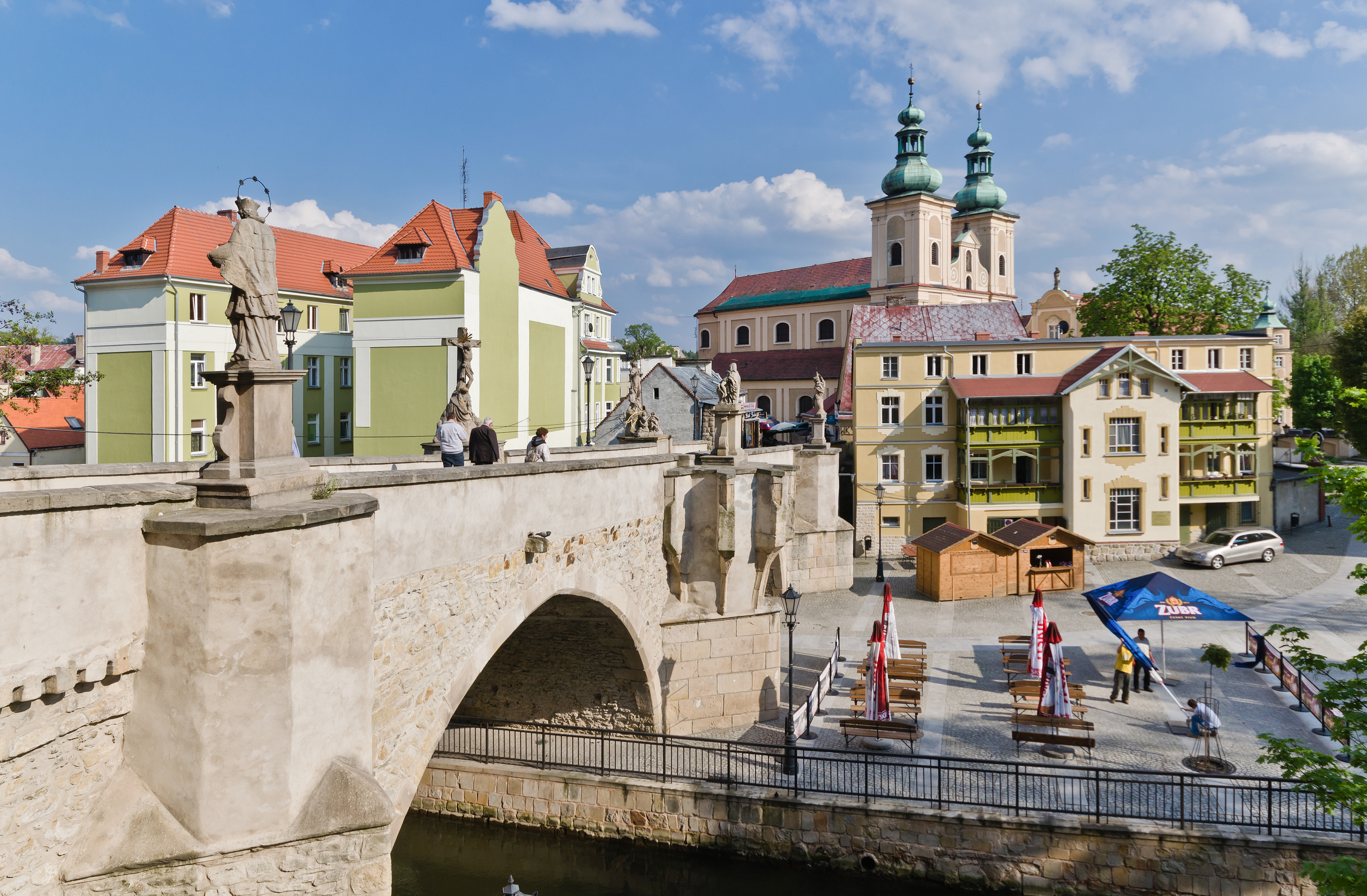
Вид на міст зі сходу

На опорах мосту стоять шість кам'яних скульптур, що зображують: Свята Трійця коронує Діву Марію, св. Яна Непомуцького — найпопулярнішого в регіоні святого, Розп'яття Христове, св. Франциска Ксав'єра — захисника від хвороб, П'єту і св. Вацлава. Найвідоміші з них це П'єта XVII століття та скульптура, що зображує Христа на хресті з фігурою Марії Магдалини біля його ніг. Через свою архітектуру, одну з найцінніших у Польщі, міст часто порівнюють зі знаменитим празьким Карловим мостом, хоча Готичний міст старіший за Карлів. Іноді, за назвою вулиці, його називають «мостом Віта Ствоша», або, зовсім безпідставно, «мостом святого Яна».

## Скульптури на мосту
Барокові статуї, що прикрашають міст, були встановлені у 18 столітті, лише П'єта на століття старша. Встановлення цих скульптур на балюстрадах відбувалося коштом щедрих власників лицарських маєтків та багатих клодзьких містян. На східній стороні мосту, якщо йти в напрямку Старого міста — праворуч, знаходяться наступні статуї:
- св. Франциск Ксав'єр — статуя покровителя Клодзька, встановлена у 1714 році на гроші міста на захист від чуми, яка, згідно з тогочасними свідченнями, забирала по сто осіб на день. Під фігурою святого розміщені фігури трьох хворих і жителя Індії, що тримає щит з герб Клодзько. На підніжку знаходиться стрічка з хронограмою, на якій вказано час епідемії: 1713—1714:

| Оригінал латиною                                                             | Переклад                                                                                    |
| ---------------------------------------------------------------------------- | ------------------------------------------------------------------------------------------- |
| DeLeCto Iterata In LVe Magno serVatorI StatVaM In LapIDeponIt Vrbs gLaCensIs | Місто Клодзько, яке переслідувала велика чума, встановило кам'яну статую обраному рятівнику |

Статую було зроблено з дуже слабкого, пористого пісковика, попри кілька ремонтів вона не витримала випробування часом, тому 1920 року її замінили точною копією, роботи німецького скульптора Бруно Чочеля.
- Розп'яття Христове — скульптурна група, що зображує розп'ятого Ісуса Христа і святу Марію Магдалину, яка стоїть під хрестом, тримаючи в руках сильно пошкоджену чашу Святого Ґрааля[19]. Спочатку на цьому місці стояв дерев'яний хрест. На його місці 5 жовтня 1734 року встановили кам'яну статую, виготовлену на замовлення і коштом графа Йоганна Ієроніма фон Герберштейна або його дружини. Внизу міститься герб засновника разом з датою: MDCCXXXIV, а під ним дуже стертий і вже нерозбірливий напис німецькою[13]:

| Оригінал німецькою                                                                   | Переклад                                                     |
| ------------------------------------------------------------------------------------ | ------------------------------------------------------------ |
| Anno 1281 ist die Brücke gebautet, anno 1701 den 22 August ist selbe erneuert worden | 1281 року цей міст збудовано, 1701 року 22 серпня відновлено |

- Композиція Свята Трійця коронує Діву Марію — помпезна скульптура в стилі пізнього бароко, що містить багато дрібних деталей, яка здається занадто великою проти свого п'єдесталу. Встановлена 1714 року бароном Францем Фердинандом фон Фітшеном, тодішнім власником Ґожухува у зв'язку з родинною трагедією[12]. На п'єдесталі знаходиться герб засновника[20].

На західній стороні (якщо йти в напрямку міста — ліворуч) знаходяться статуї:
- св. Вацлав — статуя, що уособлює чеського князя з династії Пржемисловичів в обладунках з прапором у руці[21].

- П'єта — статуя, що зображує Богоматір Скорботну з тілом Христа. Місце спочатку призначалося для будівництва каплиці, але, оскільки будівництво так і не відбулося, тимчасово на її місці була розміщена скульптура, що збереглася дотепер. Ця найстаріша скульптура встановлена коштом графа Йоганна Георга фон Гетцена, клодзького старости, та його дружини Марія Єлизавета. У нижній частині пам'ятника розміщені герби обох і напис: J. G. Graf von Götzen, Landeshauptmann zu Glatz. M.E. Gräfin von Götzen geb. Gräfin von Hoditz. 1655 (в оригіналі I.G. Graff vn Gotzen Landeshauptman zu Glatz. M.E. Gravin v. Gotzen G. Gravin v. Hodiz). Решта напису затерта. Сама форма статуї є дуже цікавою, адже хоча скульптура належить до періоду зрілого бароко, їй притаманні риси величного середньовічного аскетизму. Порівняно з іншими статуями, вона трохи замала, що дуже помітно, особливо з огляду на те, що стоїть на надзвичайно об'ємній опорі. Через те існує гіпотеза, що первісно її було виконано з іншою метою і для іншого місця[13].

- св. Ян Непомуцький — звичайна скульптура, без особливої художньої цінності, що нагадує за формою сотні подібних статуй святого, створених в епоху бароко в Сілезії та Богемії. Фінансував встановлення цієї статуї граф Йоганн Ернст фон Гетцен (1667—1707), син Йоганна Георга. На постаменті розміщено його герб та герб його дружини Франциски з роду Ліхтенштейн-Кастелькорн володарів Тельча.[22].

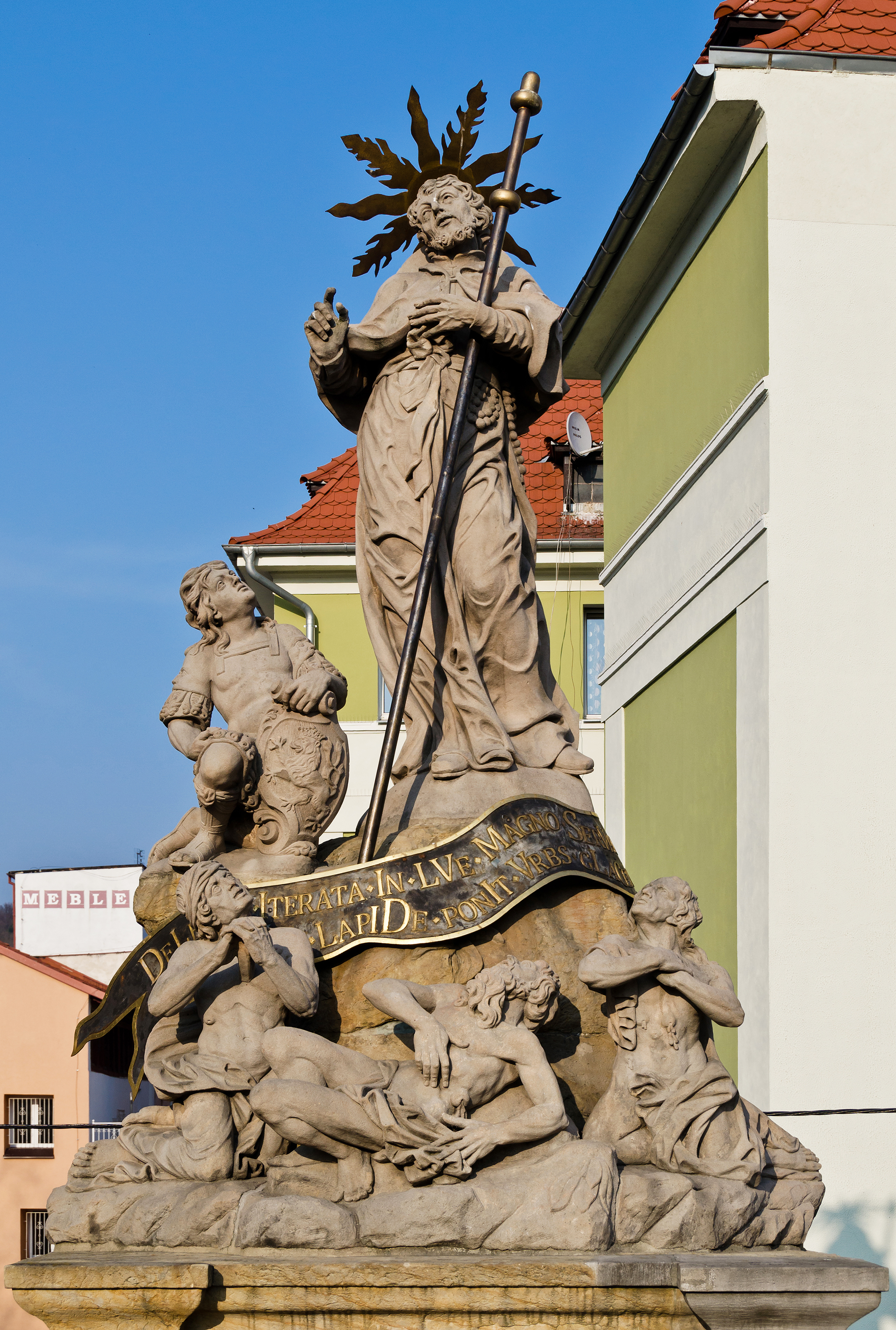
св. Франциск Ксав'єр
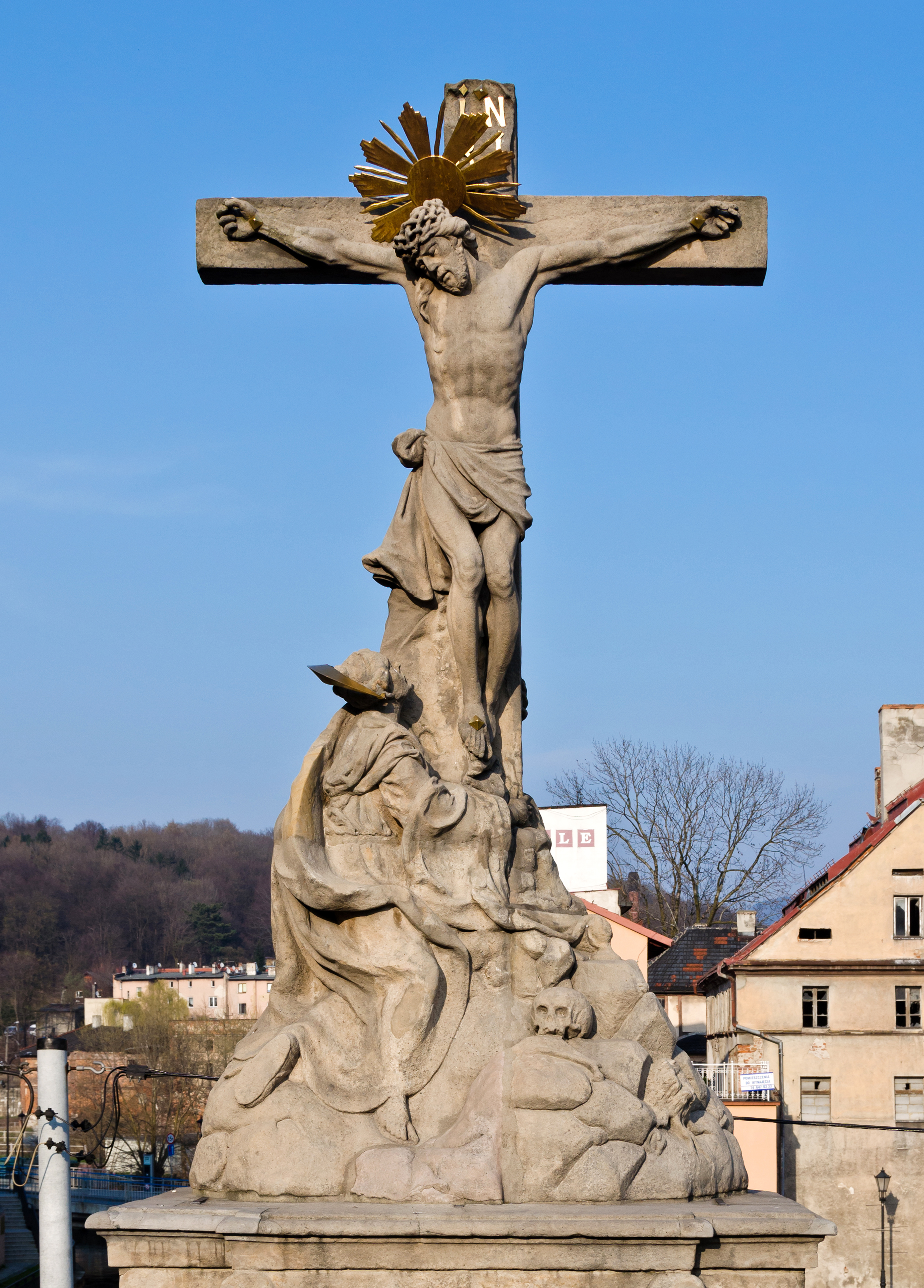
Розп'яття Христове
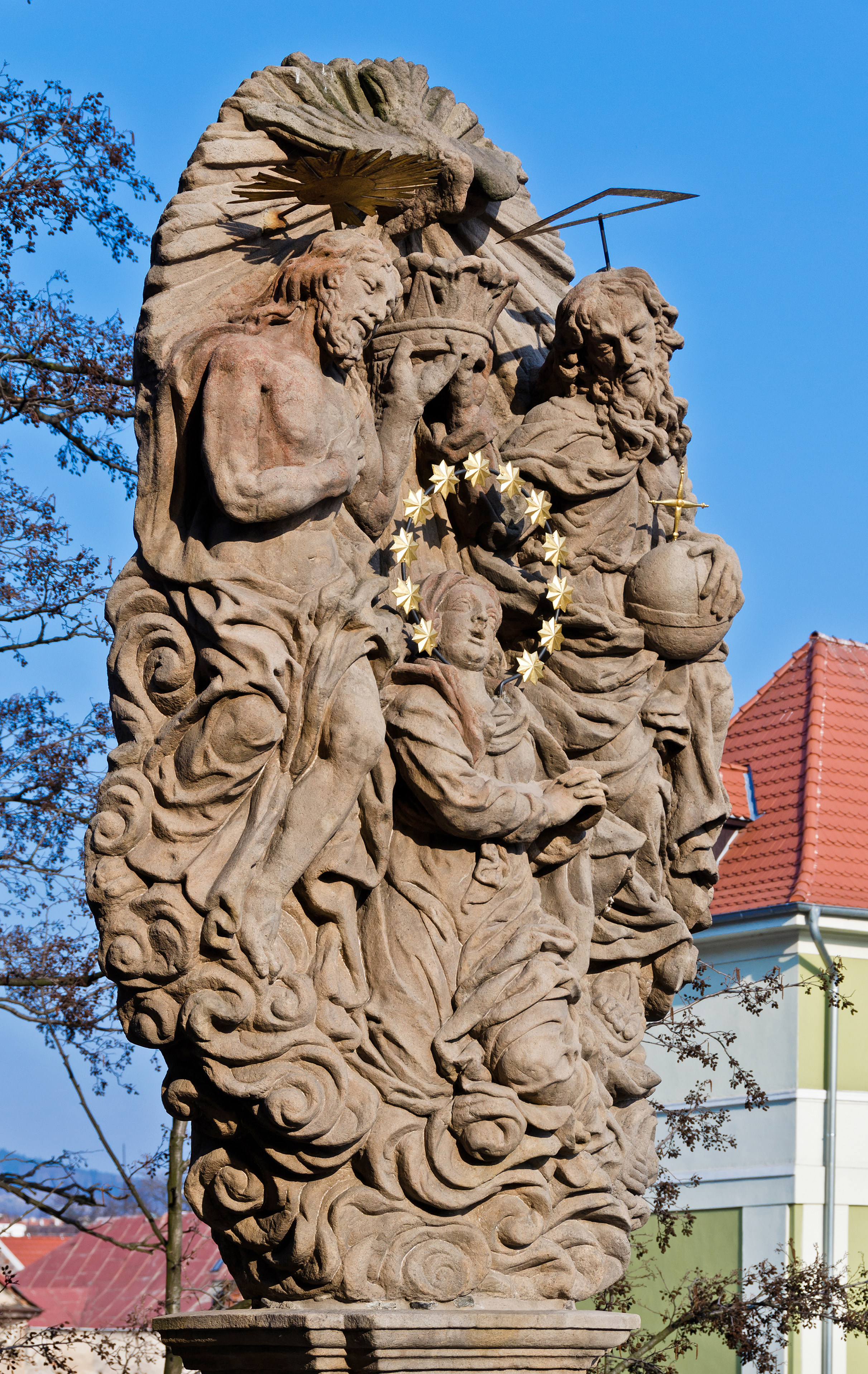
Трійця — Коронація Діви Марії
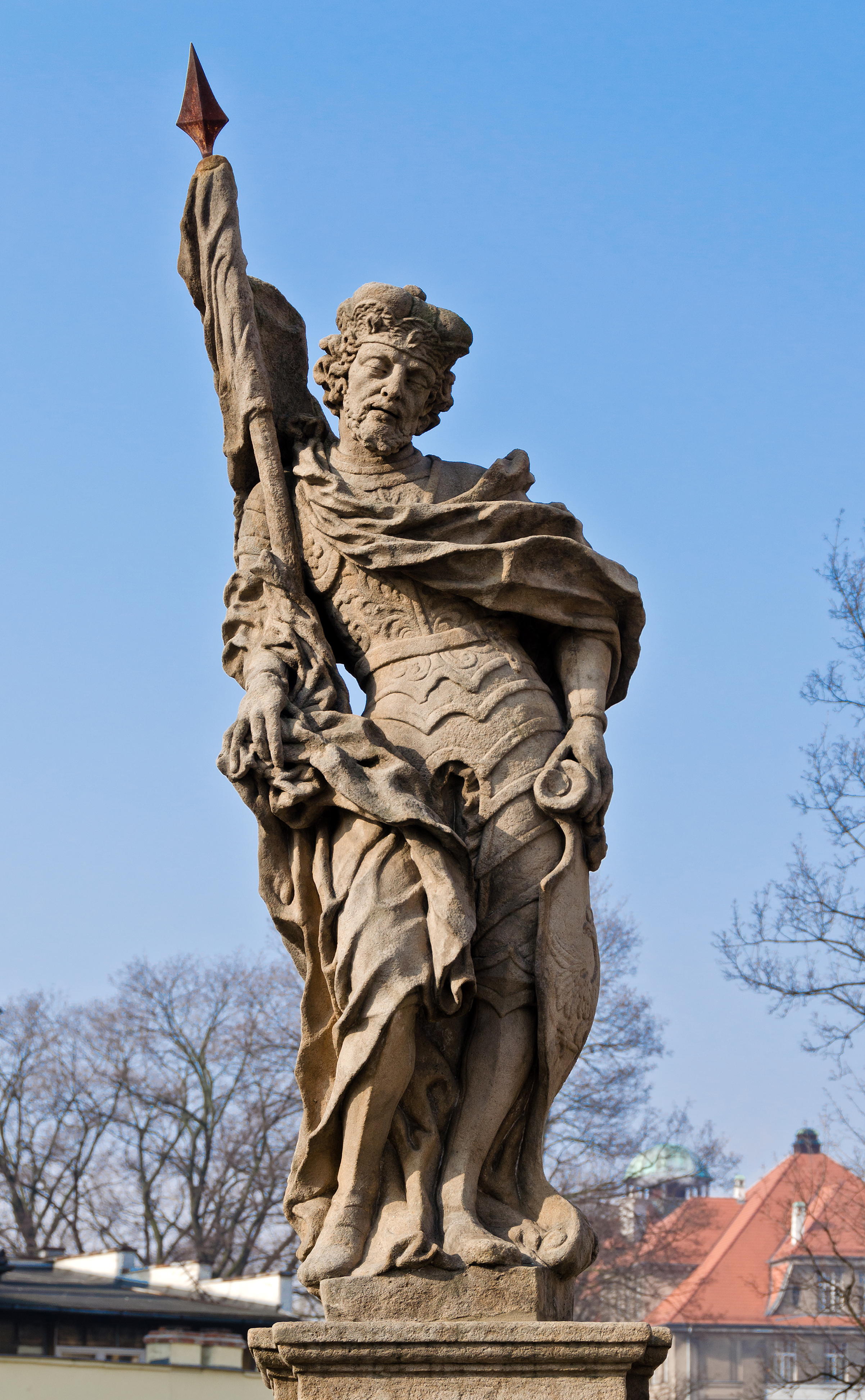
св. Вацлав
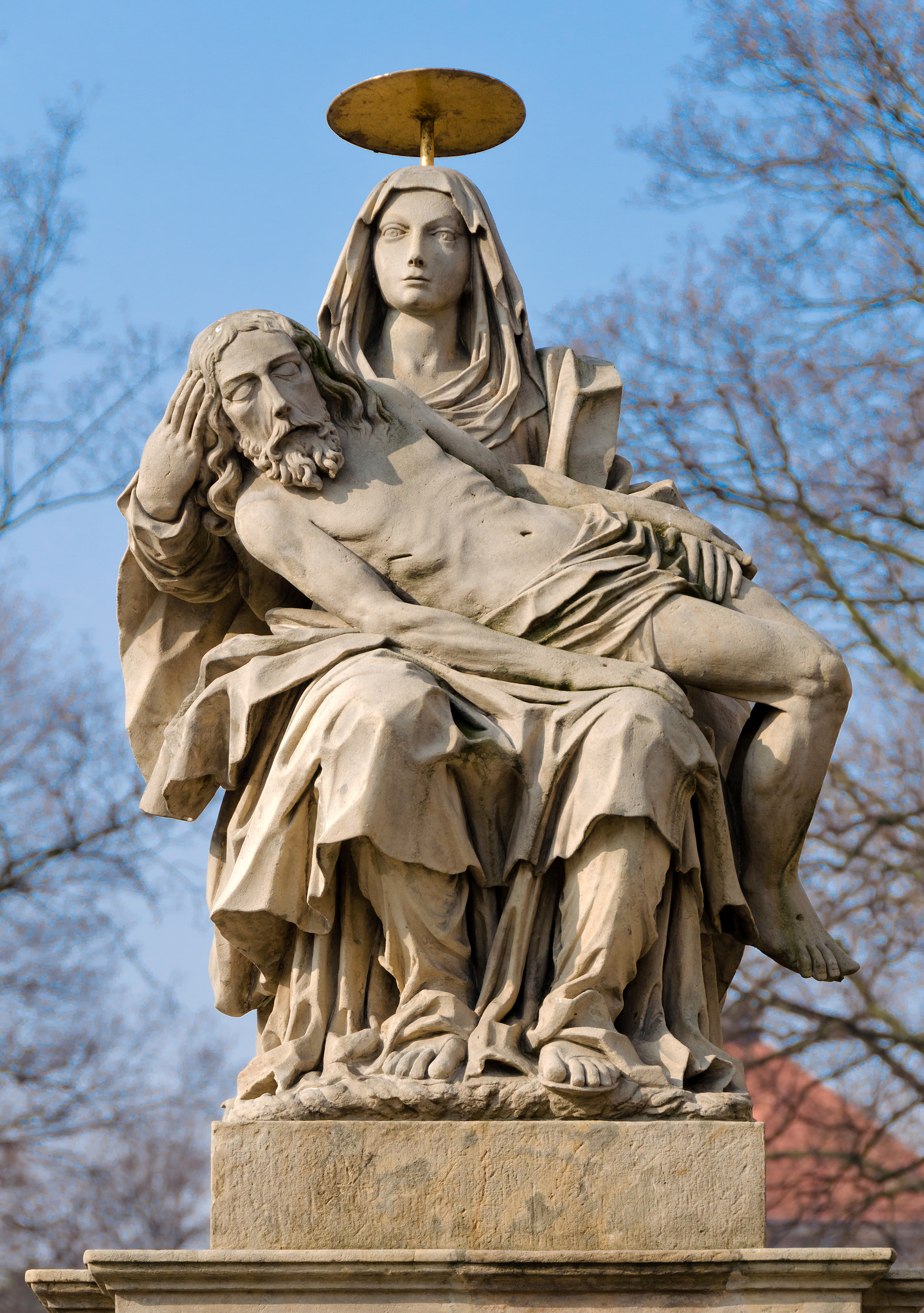
П'єта
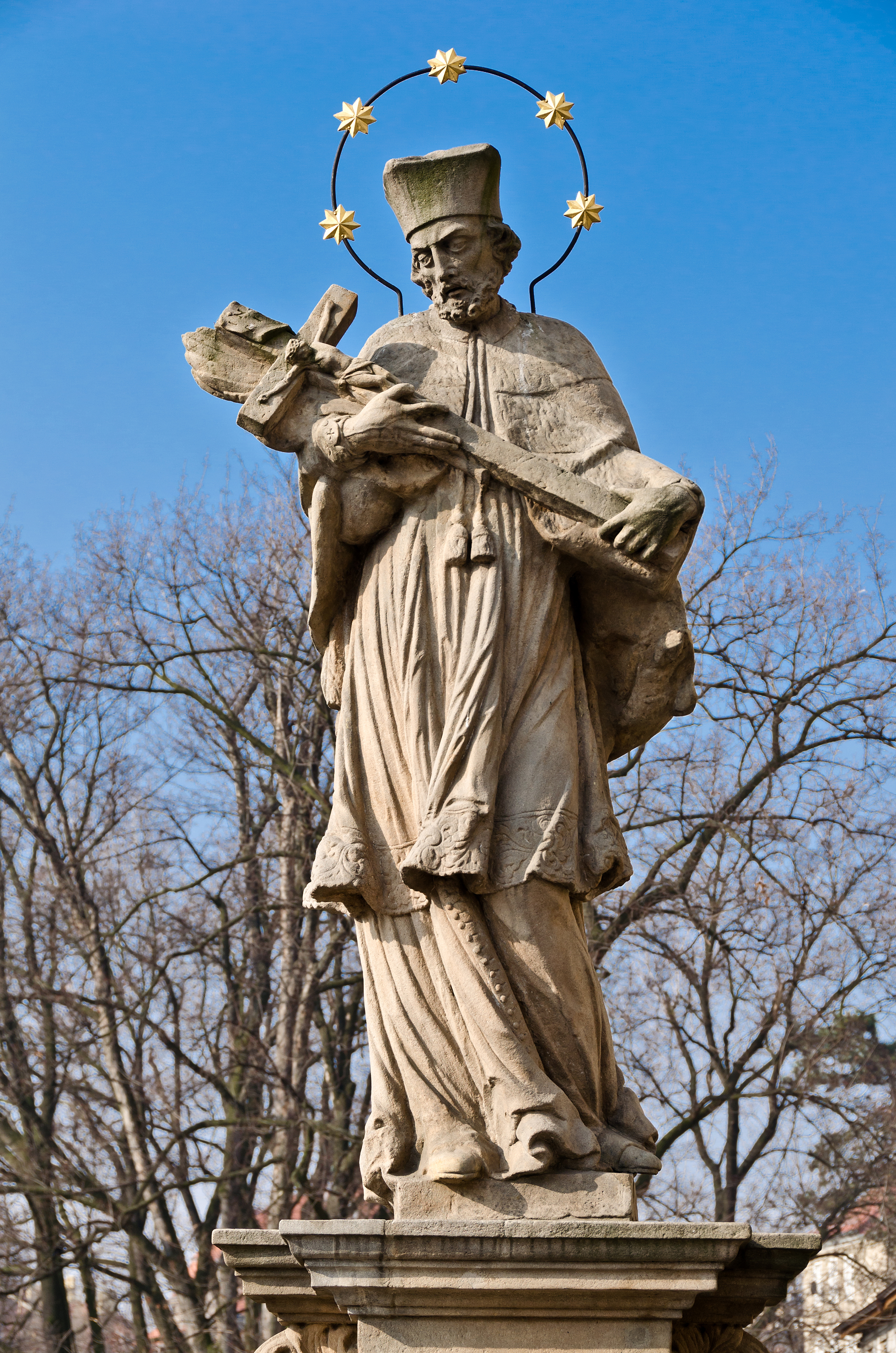
св. Ян Непомуцький